# عاد باك
عاد باك (بالهولندية: Aad Bak)‏ (18 يونيو 1926 بروتردام في هولندا - 16 يناير 2009 في هولندا) هو لاعب كرة قدم هولندي في مركز الوسط. شارك مع منتخب هولندا لكرة القدم. أما مع النوادي، فقد لعب مع أدو دين هاغ وفاينورد.

## وصلات خارجية
- عاد باك على موقع قاعدة بيانات كرة القدم.إي يو (الإنجليزية)
- عاد باك على موقع ناشيونال فوتبول تيمز (الإنجليزية)